# NGC 4055
NGC 4055又名NGC 4061，是一个位于后发座的椭圆星系，距离地球3.1亿光年。NGC 4055于1785年4月27日由威廉·赫歇爾首次发现，1832年4月29日由約翰·赫歇爾再次发现。NGC 4055属于NGC 4065星系群，与NGC 4065形成一对交互作用星系。NGC 4055属于電波星系
NGC 4055中心的超大質量黑洞质量为1-9 × 109 M☉。2008年2月18日，人们在星系内发现Ia超新星SN 2008bf。